# Cobra Kunstprijs Amstelveen

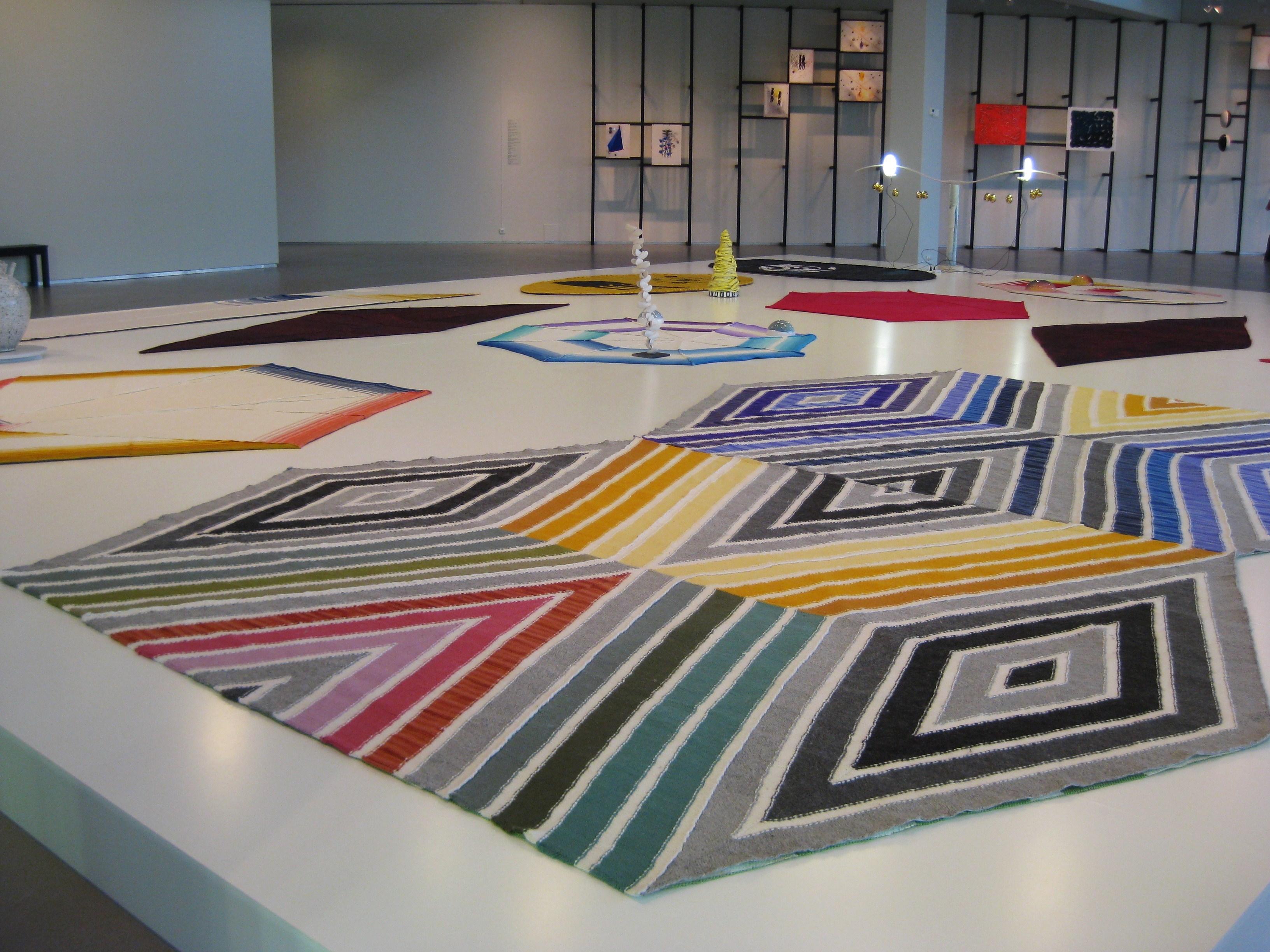
Gebreide vloervormen, onderdeel van The Soul in Limbo van Jennifer Tee

De Cobra Kunstprijs Amstelveen is een gezamenlijk initiatief van het Cobra Museum voor Moderne Kunst en de gemeente Amstelveen. Eens in de twee jaar krijgt een in Nederland wonende kunstenaar deze geldprijs van 10.000 euro.
In 2005 werd deze kunstprijs voor de eerste maal uitgereikt aan de Nederlander Joost Conijn. In 2007 won Johannes Schwartz (München 1970). Johannes Schwartz maakt foto's maar beperkt zich niet tot de mores van de fotografie. Hij werkt onder meer samen met grafische vormgevers en architecten.
In 2009 won Gijs Frieling de prijs en in 2011 Nathaniel Mellors.
De prijs van de 5e editie in 2013 werd gewonnen door Metahaven, een ontwerpcollectief opgericht door Vinca Kruk en Daniel van der Velden. Metahaven is ontwerppraktijk die machtsstructuren onderzoekt die verborgen liggen achter de vormgeving van onze digitale omgeving. De projecten van Metahaven maken geen onderscheid tussen onderzoek en grafisch ontwerp.
In 2015 werd de prijs uitgereikt aan Jennifer Tee, een kunstenaar die zich op diverse technieken richt, zoals op choreografie of op sculptuur.
In 2017 werd de prijs uitgereikt aan Christian Friedrich.